# Шокай (Жамбылская область)
Шокай (до 6 февраля 2018 года — Октя́брь-Жеми́с, каз. Шоқай) — село в Жамбылском районе Жамбылской области Казахстана, входит в состав Акбастауского сельского округа. Код КАТО — 314034700.

## Население
| Численность населения | Численность населения | Численность населения |
| 1989                  | 1999                  | 2009                  |
| --------------------- | --------------------- | --------------------- |
| 719                   | ↘712                  | ↘645                  |